# Szczyt NATO w Brukseli 2017
Szczyt NATO w Brukseli – 29. szczyt NATO zorganizowany w  Brukseli  25 maja 2017.
Spotkanie dotyczyło głównie współpracy między koalicjantami, walki z terroryzmem i zwiększenia wydatków na cele obronne. Po raz pierwszy uczestniczyli w nim nowy prezydent Stanów Zjednoczonych Donald Trump i nowy prezydent Francji Emmanuel Macron.
Przy okazji Szczytu oficjalnie otwarto nową siedzibę kwatery głównej NATO. Odsłonięto też dwa monumenty: jeden upamiętniający upadek muru berlińskiego i drugi – zamachy terrorystyczne z 11 września 2001. 
Po szczycie nie wydano komunikatu podsumowującego.

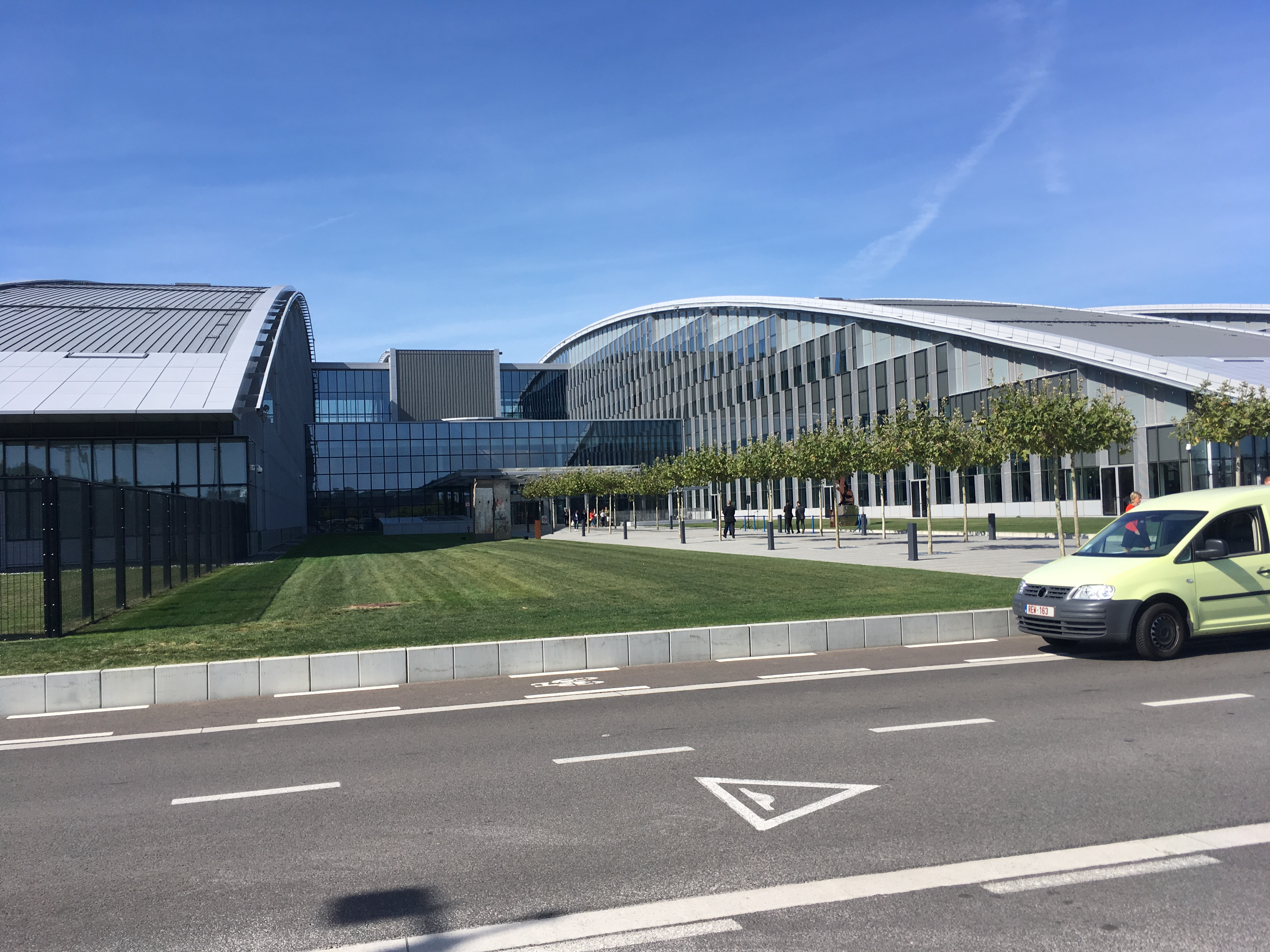
Nowa kwatera NATO w Brukseli

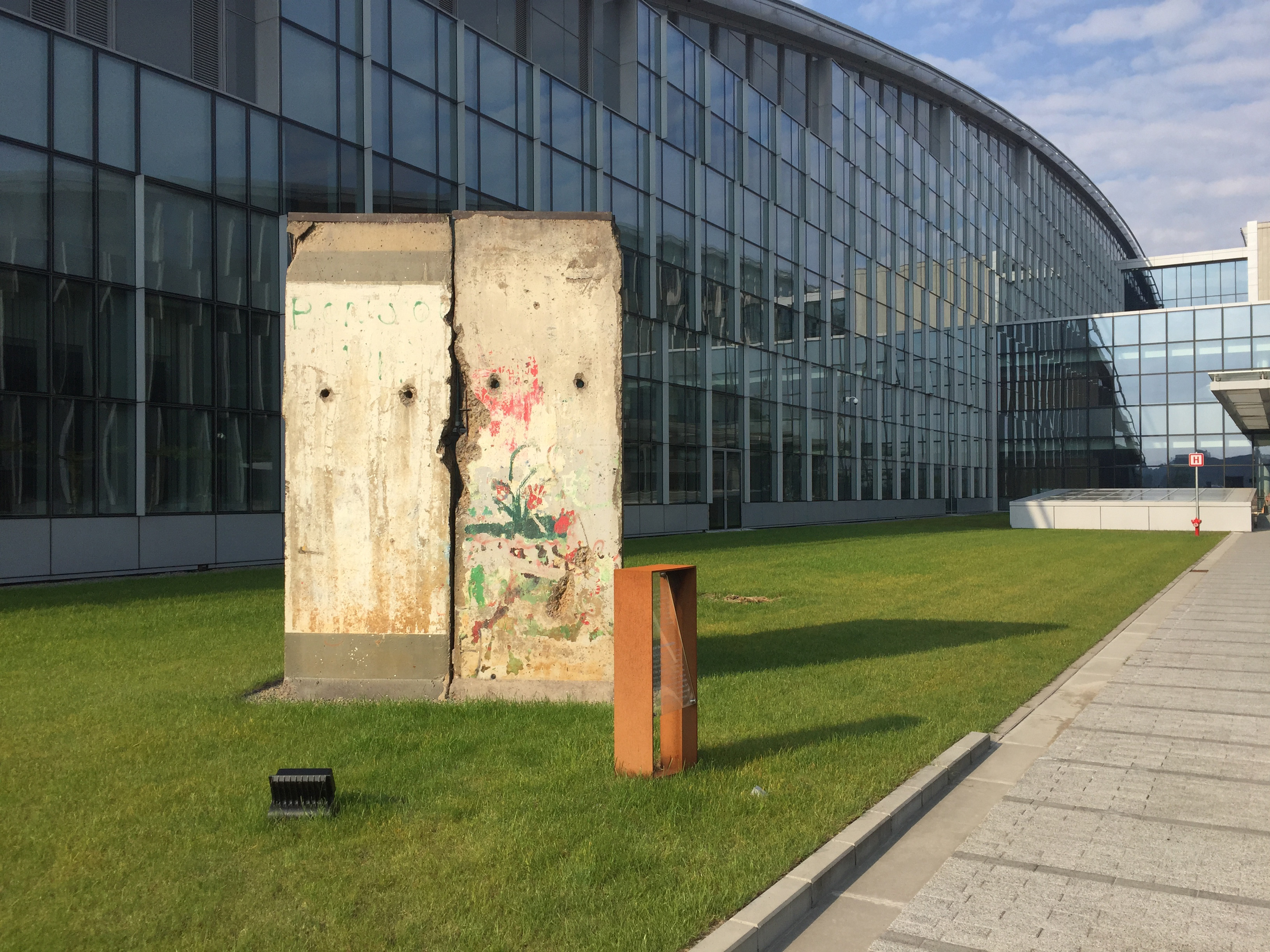
Fragment Muru Berlińskiego eksponowany w nowej kwaterze NATO

## Postanowienia szczytu
Spotkanie przywódców państw członkowskich dotyczyło przede wszystkim zwiększenia roli NATO w walce z terroryzmem i bardziej sprawiedliwego podziału obciążeń na cele obronne. Dyskutowano o rozszerzeniu wsparcia dla koalicji oraz szkoleniu sił irackich i afgańskich. Tematem rozmów był też sposób wykorzystywania AWACS do walki z tzw. Państwem Islamskim (ISIL). Zdecydowano się też na utworzenie nowej komórki do walki z terroryzmem, wyznaczenie specjalnego koordynatora wysiłków NATO w tym zakresie i zintensyfikowanie wymiany informacji wywiadowczych.
Sekretarz generalny NATO Jens Stoltenberg zakomunikował, że spotkanie przywódców państw członkowskich dotyczyło przede wszystkim zwiększenia roli NATO w walce z terroryzmem. Sojusznicy uzgodnili Plan działania NATO w tej materii. Realizacja planu wymagała między innymi zaangażowanych działań krajowych organów ścigania, koalicji państw, Unii Europejskiej, a także partnerów NATO. Zdecydowano się na kontynuowanie misji w Afganistanie i w Iraku oraz na rozszerzenie wsparcia przeciw ISIL. Przypomniano także, że trwały prace nad utworzeniem Centrum w Dowództwie Sił Połączonych w Neapolu. Jego zadaniem miało być stałe monitorowanie i ocena regionalnych zagrożeń oraz większe wykorzystanie kwatery głównej Operacji Specjalnych NATO podczas szkolenia antyterrorystycznego.
Ważnym tematem poruszanym na szczycie był też problem bardziej sprawiedliwego podziału obciążeń finansowych w całym Sojuszu Północnoatlantyckim. Przypomniano ustalenia szczytu w Newport z 2014, gdzie wszyscy uczestnicy zgodzili się podnieść nakłady na obronę i w ciągu dekady zwiększyć wydatki do 2% PKB. Pozytywnie oceniono fakt, że w 2015 zaprzestano cięć budżetowych na obronność, a w następnym roku łączne nakłady w Europie i Kanadzie wzrosły o miliardy dolarów. Na Szczycie postanowiono, by roczne krajowe plany obronne określały, w jaki sposób sprzymierzeńcy zamierzają zrealizować zobowiązania dotyczące inwestycji ustalonych na Szczycie NATO w Newport. Plany krajowe miały odpowiadać na trzy główne pytania: w jaki sposób członkowie zamierzają wydać 2% PKB na obronę (z czego 20% na sprzęt główny oraz badania), jak zainwestować dodatkowe fundusze w kluczowe zdolności wojskowe oraz jak sojusznicy zamierzają wnosić swój wkład w misje i operacje NATO.
Kolejnym tematem była ocena stosunków NATO–Rosja. Sojusznicy opowiedzieli się za kontynuowaniem budowy silnej kolektywnej obrony połączonej z konstruktywnym dialogiem z Rosją. Przypomniano, że zwiększenie sojuszniczej obecności wojskowej we wschodniej części obszaru traktatowego było odpowiedzią na agresywne działania Rosji na Ukrainie. Miał to być silny i jasny przekaz dla Rosji, że NATO potrzebuje zarówno wiarygodnego odstraszania i obrony, jak i dialogu w podejściu do jej działań. Sekretarz generalny wspomniał również o roku 2014, kiedy to naruszono międzynarodowy porządek oparty na ustalonych regułach, w tym dokonano zmiany granic Ukrainy. Sojusz ponownie potępił atak Rosji na Ukrainę i zaangażował się w dialog, by zapobiec konfliktowi oraz utrzymać pokój.
Podczas ceremonii otwarcia siedziby nowej kwatery głównej NATO, sekretarz generalny podziękował Belgii za przekazanie obiektu na miarę XXI wieku. Wspomniał też o zburzeniu Muru Berlińskiego, zakończeniu zimnej wojny oraz zmianach w środowisku bezpieczeństwa i atakach terrorystycznych na terytorium Stanów Zjednoczonych. Kanclerz Niemiec Angela Merkel dokonała  uroczystego odsłonięcia pomnika Muru Berlińskiego – symbolu wolności, której broni NATO, a prezydent USA Donald Trump odsłonił pamiątkową tablicę poświęconą wydarzeniom z 11 września 2001 i artykułowi 5. W swoim wystąpieniu amerykański prezydent oświadczył, że NATO musi się skupić na walce z terroryzmem, problemie imigracji, a także na działaniach Rosji zagrażających wschodnim i południowym granicom Sojuszu. Wspomniał też o zobowiązaniach finansowych wobec obrony kolektywnej.